# Дудул Дордже

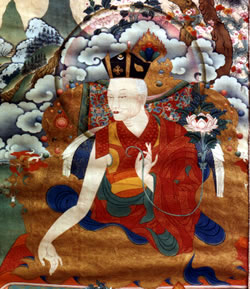
Тринадцатый Кармапа, Дудул Дордже

Дудул Дордже (1733—1797) был Тринадцатым Гьялва Кармапой, главой школы Кагью Тибетского буддизма.
Дудул Дордже родился в Хампа Дронгсар. В возрасте четырех лет он был узнан Гьялцабом Ринпоче. С восьми лет в монастыре он получил образование школ Кагью и Нингма. Дудул Дордже стал главой школы в возрасте 31 года. Он был известен своей любовью к животным.
Согласно легенде, он спас храм Джоканг в Лхасе от затопления, возложив кату (белый шарф) на статую Будды Шакьямуни.